# Rio Ouro Prêto
Rio Ouro Prêto är ett vattendrag i Brasilien.   Det ligger i delstaten Rondônia, i den västra delen av landet, 1 900 km väster om huvudstaden Brasília.
I omgivningen kring Rio Ouro Prêto växer i huvudsak städsegrön lövskog. Området är nästan obefolkat, med mindre än två invånare per kvadratkilometer.